# Eteria
Eteria (Philiki Hetairia - Societatea prietenilor, în greacă Φιλική Εταιρεία) a fost o organizație secretă creată la Odesa de Nikólaos Skúfas, Tănase Țakalov și Emanoil Xánthos la data de 14 septembrie 1814 după ideile lui Rigas Velestinlis din Velestino, și care avea ca scop eliberarea creștinilor, cu precădere a grecilor, de sub stăpânirea otomană, și întemeierea unor state creștine libere, îndeosebi a unei Elade libere (frontierele acesteia nefiind specificate, dar se spera tot înconjurul mării Egee și capitala Constantinopol, conform "Marii Idei").

## Context
Întemeierea Eteriei este concomitentă cu cea a societăților Frăția și Junimea în țările române, și se încadrează în marea mișcare socială revoluționară a anilor 1820-1830, care a condus la independența țărilor din America latină, la Revoluția Franceză de la 1830, la Revoluția Română de la 1821 și la revolta grecilor, care a dus la independența Greciei. Ideile și organizarea internă a Eteriei sunt inspirate din cele apărute cu patruzeci sau treizeci de ani mai devreme în America de nord și în Franța. Eteria avea filiale peste tot unde existau comunități grecești, desfășurând o activitate intensă și în Principatele Române (unde cel mai cunoscut dintre eteriști este Tudor Vladimirescu). Ea se sprijinea pe forța materială a burgheziei comerciale (îndeobște grecească în Imperiul Otoman), destul de numeroasă și avută.

## Evenimente

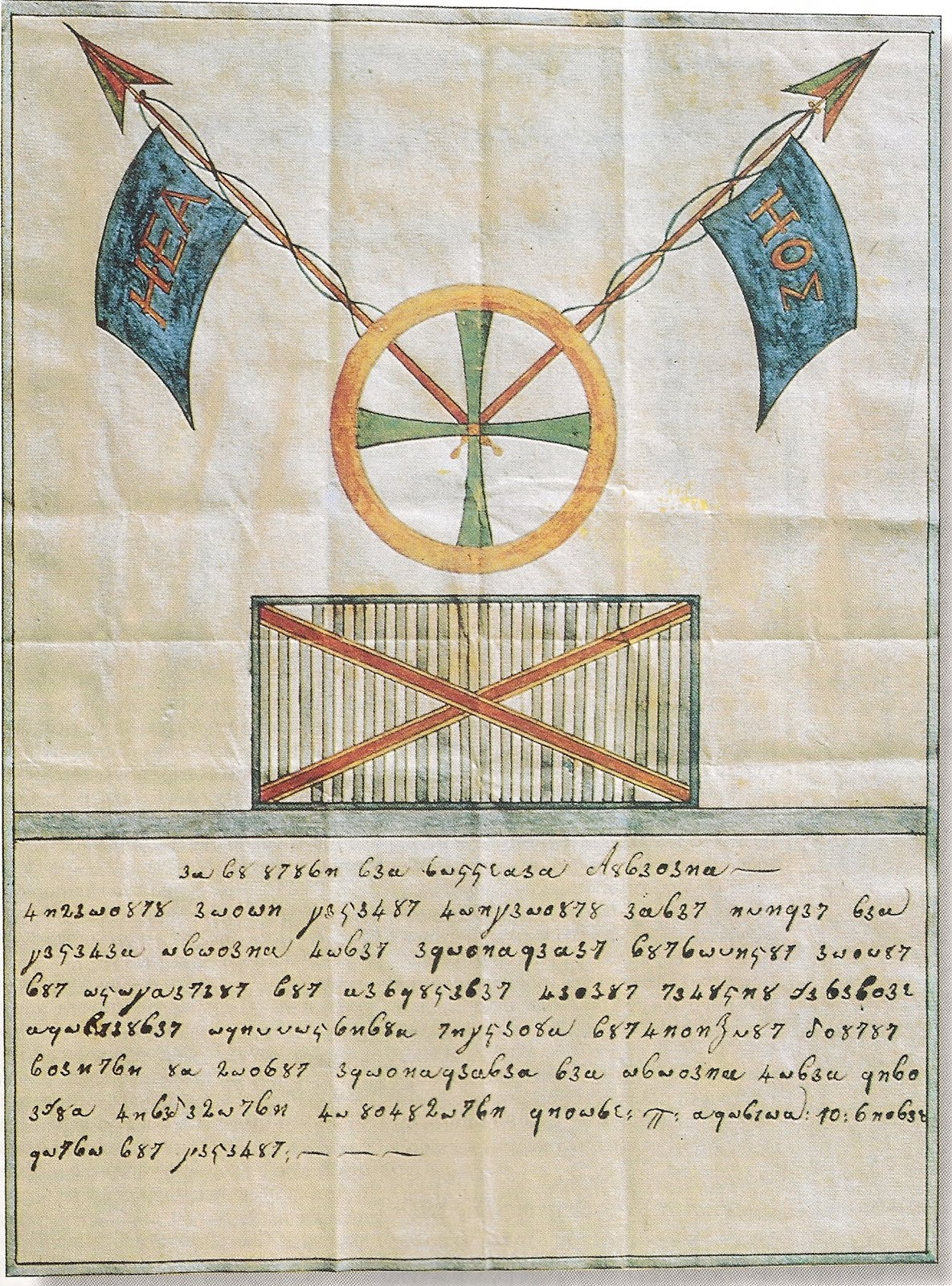
Drapelul Eteriei

În 1821, Eteria a decis declanșarea revoluției, dar erorile făcute încă de la început de Alexandru Ipsilanti, devenit epitrop general al Eteriei, aveau să-i creeze grave dificultăți și să-l ducă în conflict cu Tudor Vladimirescu, care a condus Revoluția de la 1821. În cele din urmă, eteriștii l-au asasinat pe Tudor Vladimirescu, care avea ca obiectiv nu numai înlăturarea dominației Porții, ci și a domnitorilor fanarioți greci. Ca urmare a acțiunilor nechibzuite ale conducătorilor, revoluția eteriștilor eșuează, fiind înăbușită de puterea otomană, și doar presiunea statelor occidentale îi silește pe turci, dupa nouă ani de lupte și de represiune, să recunoască independența Greciei centrale (Etolia, Beotia, Eubeea, Atica, Peloponezul și insulele Ciclade) în 1839.